# Gålisjön
Gålisjön är en sjö i kommunen Raseborg i landskapet Nyland i Finland. Sjön ligger 26,7 meter över havet. Den är 2,94 meter djup. Arean är 61 hektar och strandlinjen är 5,08 kilometer lång. Sjön  ingår i Finska vikens kustområde.   Den ligger omkring 68 km väster om Helsingfors. 
I sjön finns ön Gålisjöholmen. Gålisjön ligger öster om Karis